# Wanderer
Wanderer eller Wanderer-Werke, var en tysk tillverkare av cyklar, motorcyklar, bilar, budbilar,  kontors- och verktygsmaskiner och trampcyklar. Wanderer är framförallt känt som bilmärke (1911–1939) där det ingick i Auto Union.

## Historia
Verksamheten startade 1885 som Chemnitzer Velociped-Depot Winkelhofer & Jaenicke i Chemnitz. Cyklar var vad man sysslade med i början men från 1902 även motorcyklar. 
1903 började Wanderer tillverka småbilar varav den mest kända är den så kallade Puppchen. Den såg visserligen ut som en riktig bil men var så smal att den enda passageraren fick sitta bakom föraren. 1911 började man använda namnet Wanderer som togs från engelskans Rover. 
På 1920-talet växte modellutbudet och det blev mest riktiga mellanklassbilar och motorcyklar av varierande storlek. 

### Auto Union
1932 slogs Wanderers bildivision ihop med DKW, Audi och Horch och bildade Auto-Union. Auto Union antog det märke som numera är Audis, med fyra sammanlänkade ringar. Motorcykeltillverkningen hamnade däremot delvis i dåvarande Tjeckoslovakien där de två sista bokstäverna i JAWA står för Wanderer. En del lättviktare med Wanderer-märket tillverkades i Tyskland under hela 1930-talet.
Som en del av Auto-Union presenterade Wanderer under 1930-talet ett stort antal bilmodeller varav de flesta representerande mellanklassen. En del sportiga modeller med Porsche-konstruerade sexcylindriga toppventilmotorer tillverkades även. Den sista av dessa var W25K som var kompressormatad för att kunna konkurrera med BMW. Vissa av standardtyperna tillverkades i för den tiden rätt stora antal och mest populär blev den 1937 lanserade W24 som gjordes i 22 500 exemplar varav ganska många var cabrioleter. Bilen var väl avsedd som en konkurrent till Mercedes 170-modell och hade liksom denna en rätt klen fyrcylindrig sidventilare. Formgivningen ansågs modern och gick i igen i flera andra av Auto-Union-modellerna, främst då DKW Sonderklasse som hade nästan samma kaross. Även den större sexcylindriga Wanderer W23 och dess systermodell Audi 920 var utseendemässigt väldigt lika. Efter en tid av krigsproduktion tog det hela slut 1942 och i fabriken i Chemnitz blev det inga fler Wanderer-bilar tillverkade.
I Sverige såldes Wanderer av Philipsons. I en annons från 1939 kostade den billigaste W24-varianten kronor 5.500. Det året utökades den svenska vagnparken med 228 st Wanderer.[källa behövs]

### Efter 1945
Efter andra världskriget övertogs Wanderer-Werke av den sovjetiska ockupationsmakten och de olika fabrikerna blev senare del av de statligt ägda bolagen i DDR (VEB). Delar av Wanderer-Werke kom också att demonteras och skickas till Sovjetunionen som krigsskadestånd. Följden blev att ägarna fortsatte verksamheten i Västtyskland, huvudkontoret flyttades från Chemnitz till München. Från 1949 började man åter tillverka cyklar och mopeder men personbilstillverkningen återupptogs inte. 

## Bildgalleri

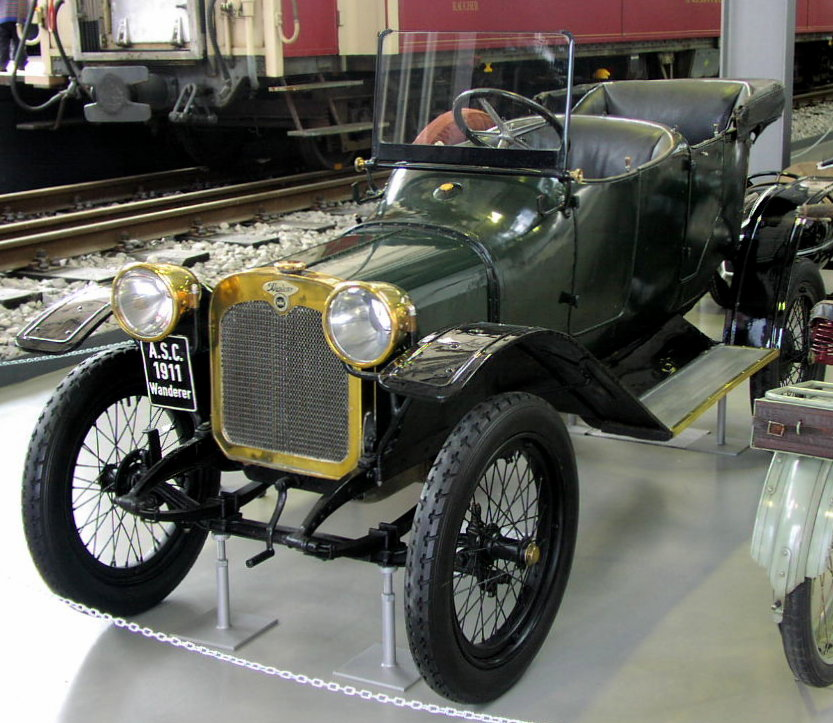
Wanderer "Puppchen" 1911
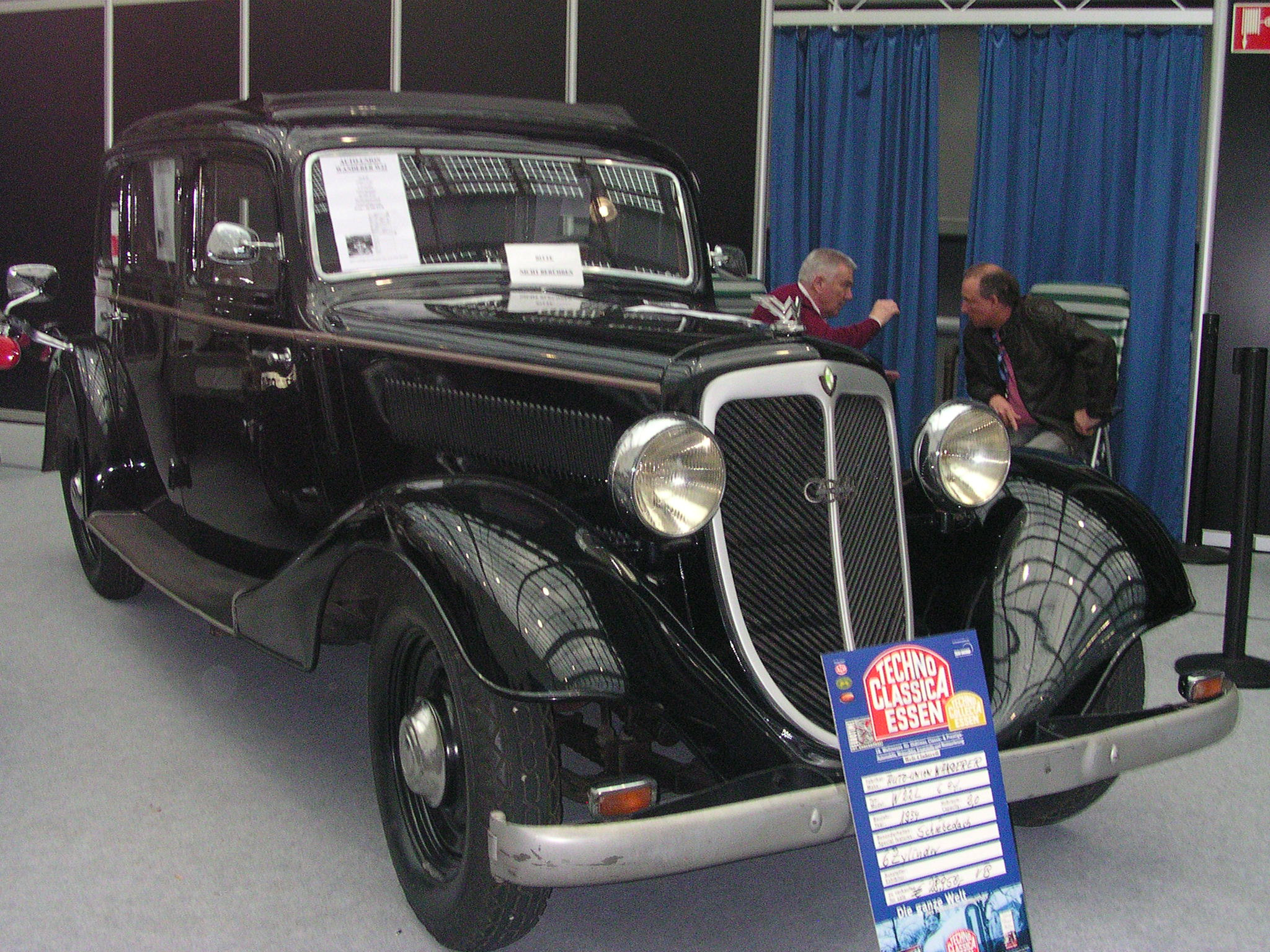
Wanderer W22 1936
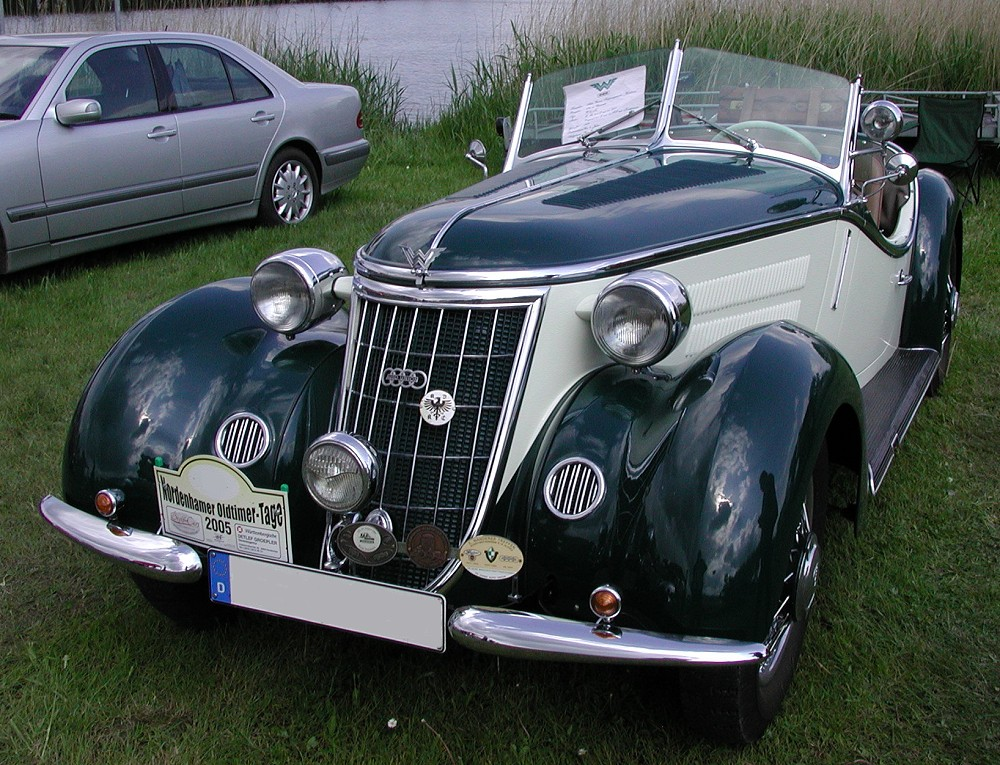
Auto Union Wanderer W25K, 1936-1938
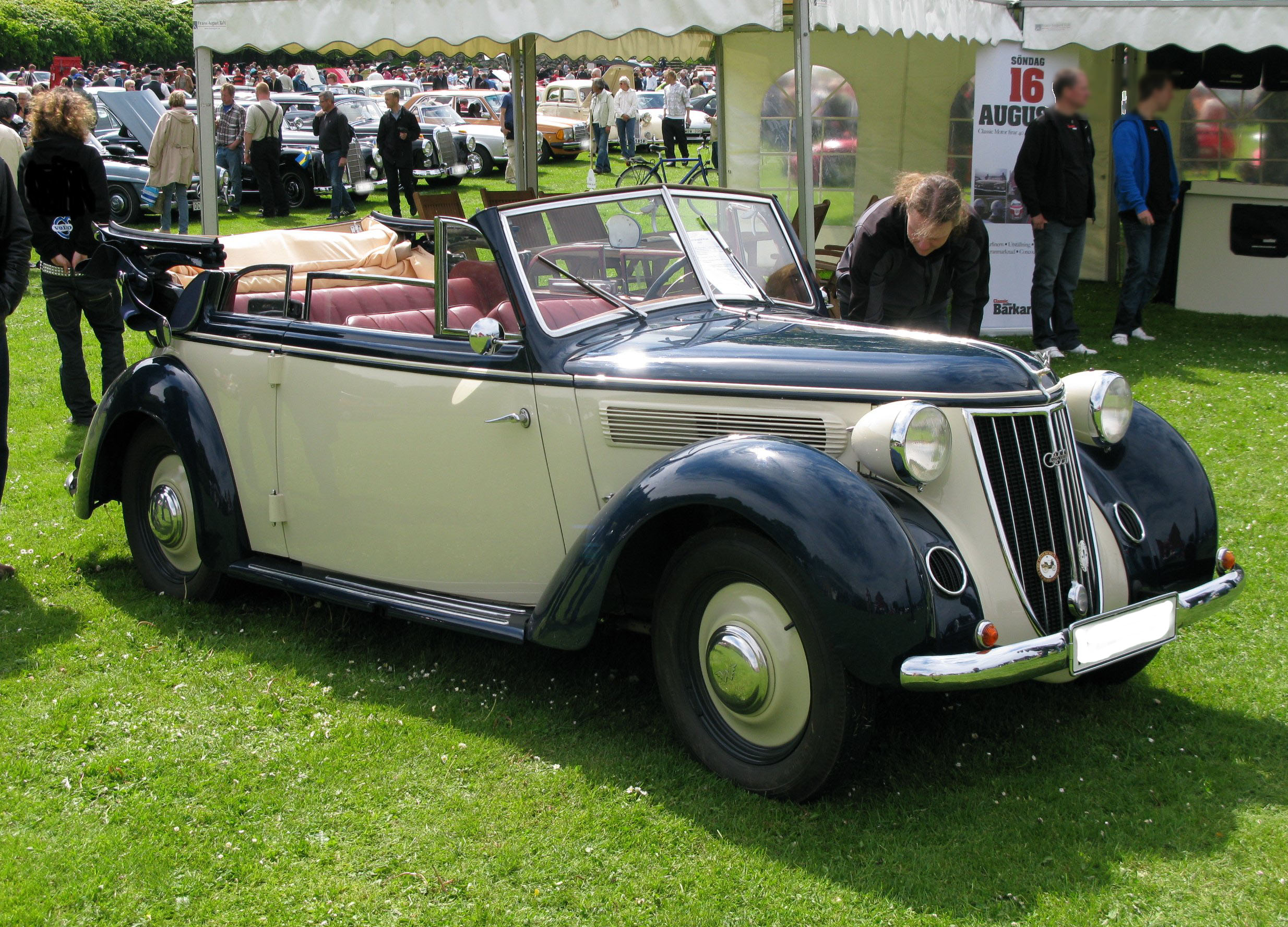
Wanderer W24c 1937-1939